# Gynodiastylis profunda
Gynodiastylis profunda är en kräftdjursart som beskrevs av Francis Day 1980. Gynodiastylis profunda ingår i släktet Gynodiastylis och familjen Gynodiastylidae.
Artens utbredningsområde är Moçambiquekanalen. Inga underarter finns listade i Catalogue of Life.